# 柯尼希斯海恩-维德劳
柯尼希斯海恩-维德劳（德語：Königshain-Wiederau）是德国萨克森州的市镇，隶属于中萨克森县。总面积为30.89平方千米，截至2023年12月31日总人口为2,524人。